# Eta Coronae Borealis
η Coronae Borealis (Eta Coronae Borealis, kurz η CrB) ist ein Doppelstern im Sternbild Nördliche Krone.
Das Doppelsternsystem besteht aus den sonnenähnlichen Hauptreihensternen η Coronae Borealis A (5,6 mag) und η Coronae Borealis B (6,0 mag), welche beide den Spektraltyp G aufweisen. Die Umlaufzeit des Systems beträgt 41,6 Jahre. Der Winkelabstand zwischen den Komponenten nimmt derzeit zu (2022: 0,5″, 2025: 0,7″, 2028: 0,8″) und erreicht 2032/33 mit 1,0″ das Maximum; danach fällt er wieder.
Wilhelm Herschel entdeckte am 9. September 1781 den Doppelsterncharakter des Sterns. η Coronae Borealis war einer der ersten Doppelsterne, bei dem Astronomen eindeutige Anzeichen einer Umlaufbewegung der Komponenten um den gemeinsamen Schwerpunkt feststellten. Die physische Doppelsternnatur wurde 1803 von Herschel endgültig anerkannt. Obwohl die Komponenten immer recht eng beisammenliegen (zwischen 0,4″ und 1,0″ während eines Umlaufs), konnten sie von den Astronomen des 19. Jahrhunderts aufgrund ihres geringen Helligkeitsunterschiedes gut getrennt und vermessen werden, sodass sich die Umlaufbewegung gut nachverfolgen ließ. Seit den Zeiten Struves liegen zahlreiche exakte Abstands- und Positionswinkelmessungen vor, die es schon im 19. Jahrhundert erlaubten, die Bahn verlässlich zu bestimmen. Heute sind die Bahnelemente sehr präzise bekannt, weshalb auch die Sternmassen mit hoher Genauigkeit berechnet werden können. 2010 berechneten Matthew W. Muterspaugh et al. die Masse von η Coronae Borealis A auf 1,243 ± 0,054 Sonnenmassen und die Masse von η Coronae Borealis B auf 1,100 ± 0,039 Sonnenmassen. Des Weiteren wurde die Entfernung des Systems zur Sonne dynamisch auf 18,50 ± 0,22 Parsec (60 Lichtjahre) bestimmt, was geringfügig mehr als die vom Satelliten Hipparcos trigonometrisch gemessene Entfernung von 17,86 ± 0,25 Parsec (58 Lichtjahre) ist (siehe dynamische Parallaxe und trigonometrische Parallaxe).
Im Jahr 2001 wurde von Davy J. Kirkpatrick et al. der Braune Zwerg 2MASSW J1523226+301456, der etwa 194″ südöstlich von η Coronae Borealis A und B liegt, als weiteres Mitglied des Systems identifiziert. Die scheinbare Helligkeit des Braunen Zwerges beträgt 17 mag. Er besitzt den Spektraltyp L8 und hat eine Masse von 0,060 ± 0,015 Sonnenmassen (63 ± 16 Jupitermassen). Sein physischer Abstand zu η Coronae Borealis A und B wird auf 3600 AE geschätzt. Aufgrund der Systemzugehörigkeit wird der Braune Zwerg auch als η Coronae Borealis C (im WDS-Katalog η Coronae Borealis E) bezeichnet.